# Мютцельбург, Рольф
Рольф Мютцельбург (нем. Rolf Mützelburg; 23 июня 1913, Киль — 11 сентября 1942, юго-западнее Азорских островов, Северная Атлантика) — немецкий офицер-подводник, капитан-лейтенант (1 января 1940 года), участник Второй мировой войны.

## Биография
1 января 1934 года поступил в кригсмарине фенрихом. 1 января 1936 года произведен в лейтенанты. Служил на миноносцах.

### Вторая мировая война
В октябре 1939 года переведен в подводный флот и после переподготовки направлен на подлодку U-100, которой командовал Иоахим Шепке.
С 10 июня по 29 ноября 1940 года командовал учебной подлодкой U-10.
18 февраля 1941 года назначен командиром подлодки U-203, на которой совершил 7 походов (проведя в море в общей сложности 226 суток) в Атлантику и к Американскому побережью.
17 ноября 1941 года награждён Рыцарским крестом Железного креста. 15 июля 1942 награждён дубовыми листьями к Рыцарскому кресту.
Всего за время военных действий Мютцельберг потопил 20 судов общим водоизмещением 82 351 брт. и повредил 3 судна водоизмещением 17 052 брт.
По возвращении из плавания назначен 1-м офицером Адмирал-штаба в штабе командующего подводным флотом, а 11 сентября 1942 года вновь принял свою лодку, находившуюся западнее Гибралтара.
Погиб в результате несчастного случая. Во время боевого похода в тёплых водах он решил искупаться и нырнул с рубки лодки. Корабль неожиданно качнуло на волне и он ударился головой о борт и скончался от полученной травмы. Был похоронен в море 12 сентября 1942 года.